# Catane, Argeș
Catane este un sat în comuna Lunca Corbului din județul Argeș, Muntenia, România.